# Schuldrechtsmodernisierung
Unter Schuldrechtsmodernisierung versteht man in Deutschland die im Gesetz zur Modernisierung des Schuldrechts vom 26. November 2001 (BGBl. I Seite 3138) geregelten Änderungen des Schuldrechts im Bürgerlichen Gesetzbuch (BGB). Das Gesetz, bisweilen auch Schuldrechtsmodernisierungsgesetz genannt und SMG abgekürzt, ist zum 1. Januar 2002 in Kraft getreten. Es hat auch alle Paragraphen des BGB mit amtlichen Überschriften versehen. 
Die Neubekanntmachung des BGB vom 2. Januar 2002 (BGBl I Seite 42) berücksichtigt die Änderungen des Gesetzes zur Modernisierung des Schuldrechts und einer größeren Zahl weiterer vorangehender Änderungsgesetze.

## Gründe für die Neuregelung
Der erste Vorstoß zur Modernisierung des Schuldrechts geht auf den damaligen Bundesjustizminister Hans-Jochen Vogel zurück, der das Vorhaben 1978 sowohl im Bundestag als auch auf dem 52. Juristentag vorstellte. Dem folgten in den Jahren zwischen 1981 und 1983 wissenschaftliche Gutachten, bevor das Justizministerium mit der sogenannten Schuldrechtskommission eine Expertenkommission einsetzte. Diese legte nach Tagungen in den Jahren von 1984 bis 1991 schließlich einen Abschlussbericht vor. Der Kommission gehörten namhafte Rechtswissenschaftler wie etwa Uwe Diederichsen, Dieter Medicus, Hein Kötz und Peter Schlechtriem an. Der 60. Juristentag beriet den Kommissionsentwurf zwar, zur Umsetzung gelangte er hingegen nie.
Schließlich wurde die Modernisierung des Schuldrechts zur Umsetzung von EG-Richtlinien (insbesondere der Verbrauchsgüterkaufrichtlinie) wieder aufgegriffen, welche die Harmonisierung der Gewährleistungsrechte eines Verbrauchers gegenüber einem Unternehmer bei einem Fahrniskauf in den einzelnen Mitgliedsstaaten auf einem einheitlichen Mindestniveau bezwecken. Die Reform hat man auch zum Anlass genommen, um zahlreiche zivilrechtliche Nebengesetze in das BGB zu integrieren. Zu nennen ist das aus dem Abzahlungsgesetz hervorgegangene Verbraucherkreditgesetz, das Gesetz über die allgemeinen Geschäftsbedingungen, das Fernabsatzgesetz, das Teilzeitwohnrechtegesetz und das Haustürwiderrufsgesetz.
Andererseits bestand auch unabhängig hiervon Reformbedarf. Inwieweit man die durch die Verbrauchsgüterkaufrichtlinie notwendig gewordenen Änderungen als Chance begreifen sollte, auch Bereiche des BGB neu zu regeln, welche die Richtlinie gar nicht betraf, war Gegenstand zahlreicher Kontroversen. Manche befürworteten eine isolierte Umsetzung der EG-Richtlinien, sei es durch die Änderung der betreffenden BGB-Vorschriften oder durch die Einführung eines gesonderten Verbrauchsgüterkaufsgesetzes („kleine Lösung“). Andere wollten die Gelegenheit nutzen, um eine Gesamtrevision des deutschen Schuldrechts in die Wege zu leiten („große Lösung“). Für die große Lösung hat sich schließlich das von Herta Däubler-Gmelin geführte Bundesjustizministerium entschieden. Dazu wurde eine 14-köpfige Expertenkommission („Kommission Leistungsstörungsrecht“) eingesetzt, der in der Zeit der Verhandlungen vom 17. Januar 2001 bis zum 29. August desselben Jahres, neben dem Vorsitzendem Walter Rolland die Rechtswissenschaftler Günter Brambring, Claus-Wilhelm Canaris, Wolfgang Däubler, Wolfgang Ernst, Barbara Grunewald, Lothar Haas, Helmut Heinrichs, Andreas Heldrich, Horst Konzen, Dieter Medicus, Peter Schlechtriem, Arndt Teichmann und Harm Peter Westermann angehörten.

### Gründe für eine große Lösung
Wegen der sehr stark verästelten Unterscheidungen der Leistungsstörungskategorien mit jeweils unterschiedlichen Rechtsfolgen und Verjährungsvorschriften in dem bis zum Ende 2001 geltenden Recht gab es zahllose Abgrenzungsschwierigkeiten. Es wurde unterschieden zwischen Haftung aus Schlechtleistung, Haftung aus Verzug und Haftung aus Unmöglichkeit.
- Das alte Kaufrecht unterschied grundlegend zwischen Sachmängeln, d. h. Fehlern der Kaufsache (§§ 459 ff. BGB a.F.), und Rechtsmängeln (§ 440 BGB a.F.):
  - Das bisherige Recht sah keine unmittelbare Pflicht des Verkäufers vor, die Kaufsache dem Käufer sachmangelfrei zu übereignen. Lieferte der Verkäufer eine fehlerhafte Sache, so hatte er seine Pflichten aus dem Kaufvertrag erfüllt; im Übrigen konnte der Käufer den Verkäufer bei nicht unerheblichen Fehlern nach den Regeln des kaufrechtlichen Gewährleistungsrechtes sofort (d. h. ohne Fristsetzung) auf Wandelung des Kaufvertrags oder Minderung des Kaufpreises in Anspruch nehmen (§ 462 BGB a.F.), ohne dass es auf ein Vertretenmüssen des Verkäufers ankam. Schadensersatz wegen Nichterfüllung konnte alternativ nur bei dem Fehlen einer zugesicherten Eigenschaft oder bei arglistiger Täuschung verlangt werden (für Stückschulden nach § 463 BGB a.F. für Gattungsschulden nach § 480 Abs. 2 BGB a.F.). Der Schadensersatzanspruch nach § 463 / § 480 Abs. 2 BGB a.F. war umfassend. Er beinhaltete sowohl Mangelschäden als auch Mangelfolgeschäden. Ein Schadensersatz für bloße fahrlässige Schlechterfüllung war nicht vorgesehen. Für die Mangelfolgeschäden (Beispiel: Der verkaufte Weizen ist verdorben und tötet die damit gefütterten Hühner) wurde eine Haftung des Verkäufers durch Richterrecht geschaffen in Form der positiven Vertragsverletzung. Nur bei Sachen, welche der Gattung nach geschuldet waren, stand dem Käufer alternativ noch ein Anspruch auf Lieferung einer mangelfreien Sache zu (§ 480 Abs. 1 BGB a.F.) Der Anspruch auf Wandelung, Minderung, Schadensersatz nach § 463 / § 480 Abs. 2 BGB a.F. und positiver Vertragsverletzung verjährte bei Fahrnis in 6 Monaten, bei Liegenschaften in einem Jahr.
  - Die Haftung wegen Rechtsmängeln unterlag einem völlig anderen Regime, weil der Verkäufer verpflichtet war, die Sache rechtsmangelfrei zu übereignen. Hatte die Sache einen Rechtsmangel, so war ein Fall der Nichterfüllung gegeben. War ein Rechtsmangel behebbar, war der Verkäufer mit seinen Pflichten im Verzug (siehe: Haftung aus Verzug); war der Rechtsmangel unbehebbar, so haftete der Verkäufer wegen Unmöglichkeit (siehe: Haftung wegen Unmöglichkeit).
- Die Haftung wegen Verzugs trat ein, wenn der Verkäufer die Kaufsache nicht geliefert hat oder eine andere Sache („aliud-Lieferung“) geliefert hat, obwohl die Lieferung der geschuldeten Sache möglich war („Verkäufer will nicht leisten“). Das Verzugsrecht regelte auf die Fälle eines behebbaren Rechtsmangels. Der Schadensersatz wegen Verzugs der Leistung war ein Schadensersatz neben der Leistung (§ 326 Abs. 1 Satz 1 BGB a.F.). Erst nachdem eine Fristsetzung mit Ablehnungsandrohung fruchtlos abgelaufen war, konnte der Käufer Schadensersatz wegen Nichterfüllung (heute: statt der Leistung) geltend machen oder zurücktreten (§ 326 Abs. 1 Satz 2 BGB a.F.). Das Gleiche galt bei Fortfall des wohlverstandenen Interesses des Käufers an der Leistung durch den Verkäufer infolge des Verzugs (§ 326 Abs. 2 BGB a.F.). Der Anspruch auf Schadensersatz wegen Verzugs verjährte grundsätzlich in 30 Jahren.
- Die Haftung wegen Unmöglichkeit (Beispiel: Das verkaufte Gemälde wird vor der Übereignung zerstört) griff, wenn der Verkäufer die Übereignung der Kaufsache nicht geleistet hat und ihm die Leistung unmöglich war. Sie war auch einschlägig, wenn die Sache einen unbehebbaren Rechtsmangel hatte. Verkompliziert wurde die Unmöglichkeitshaftung durch die Unterscheidung zwischen anfänglicher und nachträglicher, zwischen subjektiver und objektiver und zwischen vom Schuldner zu vertretender und nicht zu vertretender Unmöglichkeit.  Bei nachträglicher, vom Schuldner zu vertretenden (subjektiven und objektiven) Unmöglichkeit der Übereignung der Kaufsache wandelte sich der Anspruch des Käufers von der Übereignung in einen Geldanspruch im Gewande des Schadensersatzes (§ 325 Abs. 1 BGB a.F.). Alternativ konnte der Käufer zurücktreten. Bei nachträglicher, objektiver und vom Schuldner nicht zu vertretender Unmöglichkeit wurde dieser von der Pflicht zur Leistung nach § 275 Abs. 1 BGB a.F. frei. Der Käufer musste wegen § 323 BGB a.F. aber auch keinen Kaufpreis zahlen. Das Gleiche galt für das nachträgliche, vom Schuldner nicht zu vertretende Unvermögen (subjektive Unmöglichkeit) nach § 275 Abs. 2 BGB a.F. Bei anfänglicher Unmöglichkeit der Leistung war der Vertrag zwar grundsätzlich nichtig (§ 306 BGB a.F.) und der Schuldner haftete, soweit der die Unmöglichkeit kennen musste, auf das negative Interesse (§ 307 BGB a.F.). Im Kaufrecht gab es beim Forderungskauf jedoch eine Haftung für den Bestand der Forderung auf das positive Interesse (§ 437 BGB a.F.). Die Haftung für anfängliches Unvermögen ließ eine Regelung gänzlich vermissen. Der Anspruch auf Schadensersatz wegen Unmöglichkeit verjährte ebenfalls grundsätzlich in 30 Jahren.
- Eine Haftung wegen Verletzung der sonstigen Rechte, Rechtsgüter und Interessen des anderen Teils war nicht kodifiziert. Schadensersatz konnte nach den gewohnheitsrechtlichen Grundsätzen der positiven Vertragsverletzung und der culpa in contrahendo verlangt werden. Ein Rücktritt war möglich, wenn die Leistung dem Gläubiger wegen der Schwere der Nebenpflichtverletzung nicht mehr zumutbar war.

Die detaillierte Regelung der Leistungsstörungen führte zu zahlreichen Abgrenzungsschwierigkeiten. Das galt insbesondere bei den Differenzierungen zwischen Sachmangel (Fehler) und Rechtsmangel (ist fehlende baurechtliche Bebaubarkeit des Grundstücks ein Sach- oder ein Rechtsmangel?), zwischen Aliud-Lieferung und Fehler (ist Sommerweizen schlechter Winterweizen oder etwas anderes als Winterweizen?) und zwischen dem Vorliegen eines Fehlers oder einer sonstigen Nebenpflichtverletzung (ist ein fehlender Seeblick ein Sachmangel des Grundstücks?). Die Abgrenzungen erfolgten dabei nicht immer nach der Bedeutung des Tatbestands selbst, sondern waren oft gelenkt von der gewünschten Rechtsfolge oder der gewünschten Verjährung der Rechtsfolge. Schwierig war auch die Unterscheidung zwischen Kaufrecht und Werkvertragsrecht, welchen damals gänzlich unterschiedliche Regelungssysteme zu Grunde lagen.
Allgemein wurde die sechsmonatige Verjährung der Gewährleistungsansprüche als zu kurz und die 30-jährige Verjährung der Leistungsstörungsansprüche als zu lang betrachtet.

## Inhalte der Neuregelung

### Durch die Verbrauchsgüterkaufrichtlinie verursachten Änderungen
Durch die Neuregelung wurden die umzusetzenden EG-Richtlinien in das BGB integriert. Die Verbrauchsgüterkaufrichtlinie (Richtlinie 99/44/EG) machte nur für den Kauf des Verbrauchers vom Unternehmer folgende Regelungen notwendig, welche das BGB nicht bereits vorsah:
- Festlegung einer Pflicht des verkaufenden Unternehmers auf Lieferung einer sachmangelfreien Sache (Art. 2 Abs. 1 RL; umgesetzt in § 433 Abs. 1 Satz 2 BGB n.F.)
- Einbezug von öffentlichen Äußerungen des Verkäufers oder Herstellers insbesondere in der Werbung bei der Beurteilung, ob ein Sachmangel vorliegt (Art. 2 Abs. 2 lit.d RL; umgesetzt in § 434 Abs. 1 Satz 3 BGB n.F.)
- fehlerhafte Montageanleitung oder unsachgemäße Montage gelten als Mängel der Sache (Art. 2 Abs. 5 RL; umgesetzt in § 434 Abs. 2 BGB n.F.)
- Anspruch des Verbrauchers auf (vorrangige) unentgeltliche Nachbesserung oder Neulieferung der Sache nach seiner Wahl (Art. 3 Abs. 2, 4 RL; umgesetzt in § 439 Abs. 1, 2 BGB n.F.), wenn diese nicht unverhältnismäßig ist (Art. 3 Abs. 3 RL; umgesetzt in § 439 Abs. 3 BGB n.F.)
- Regress des Letztverkäufers gegen den früheren Verkäufer oder Hersteller (Art. 4 RL; umgesetzt in §§ 478 f. BGB n.F.)
- Mindestgewährleistungsfrist von 2 Jahren nach Lieferung der Kaufsache (Art. 5 Abs. 1 RL; umgesetzt in § 438 Abs. 1 Nr. 3 BGB n.F.)
- 6 Monate lang dauernde Vermutung zugunsten des Verbrauchers, dass ein Mangel schon zum Zeitpunkt der Lieferung bestanden habe (Art. 5 Abs. 3 RL; umgesetzt in § 476 BGB n.F.)
- Mindestanforderungen für Garantien (Art. 6 RL; umgesetzt in § 477 BGB n.F.)
- Festlegung der Unabdingbarkeit des Rechtes des Verbrauchers nach der Richtlinie (Art. 7 RL; umgesetzt in § 475 BGB n.F.)

### Über die Richtlinienvorgaben hinausgehende Änderungen
Über die Forderungen der Verbrauchsgüterkaufrichtlinie hinaus, hat der deutsche Gesetzgeber zur Behebung der Mängel des alten Schuldrechts, die vor allem in der sehr starken Zergliederung der Leistungsstörungstatbestände mit jeweils eigenen unterschiedlichen Rechtsfolgen und Verjährungsregimen gesehen wurde, das Schuldrecht einer starken Novellierung unterzogen.

#### Abschaffung eines eigenen Gewährleistungsrechts
Ausgangspunkt der Reform ist, dass der Verkäufer nun verpflichtet ist, die Kaufsache auch sachmangelfrei zu leisten (§ 433 Abs. 1 Satz 2 BGB n.F.). Hat die Kaufsache nun einen Sachmangel, so wird dieser ebenso wie ein Rechtsmangel als ein Unterfall der Nichterfüllung behandelt. Je nach Behebbarkeit des Sachmangels sind jetzt die Regeln über Verspätung der Leistung (qualitative Verzögerung) oder über Unmöglichkeit der Leistung (qualitative Unmöglichkeit) einschlägig. Durch diese Ausgliederung des Gewährleistungsrechts in das allgemeine Leistungsstörungsrecht hat das neue Kaufrecht kein Gewährleistungsrecht im eigentlichen Sinne mehr. Die Regeln des Kaufrechts modifizieren nur noch das allgemeine Leistungsstörungsrecht. Dadurch gewinnt die Unmöglichkeit als Leistungsstörungskategorie erheblich an Bedeutung, so dass die differenzierte Ausgestaltung in den §§ 275, § 280, § 283, § 326 BGB des Unmöglichkeitsrechts nicht mehr im Gegensatz zu ihrer praktischen Bedeutung steht. Schadensersatz muss der Verkäufer im Falle eines Sachmangels jetzt auch bei Fahrlässigkeit, wie für jeden anderen Verzug oder jede andere Unmöglichkeit auch, leisten. Eine unterschiedliche Einordnung einer Pflichtverletzung des Verkäufers als Sachmangel oder Rechtsmangel hat damit keine praktische Bedeutung mehr. Die Einordnung einer Pflichtverletzung als Mangel oder als Nebenleistungspflichtverletzung ist für die Beurteilung der Rechtsfolgen ebenfalls unbedeutend und nur noch insoweit relevant, als dass die Modifikation des Leistungsstörungsrechts durch das Kaufrecht an das Vorliegen eines Mangels noch abweichende Regelung knüpft (z. B. kürzere Verjährung; Möglichkeit einer Minderung; Ausschluss der Rechte bei fahrlässiger Unkenntnis des Käufers den Mangel betreffend). Ob eine Pflichtverletzung in einer Falschlieferung (aliud) oder in einem Mangel (peius) oder in einer Zuweniglieferung besteht, ist sogar in Ansehung der Modifikation des Leistungsstörungsrechts durch das Kaufrecht unbedeutend geworden, weil § 434 Abs. 3 BGB n.F. alle drei Pflichtverletzungen als Mangel betrachtet. Auch eine Unterscheidung zwischen Gattungsschulden und Stückschulden findet auf der Ebene des Gesetzestextes keine Verankerung mehr.

#### Einführung eines einheitlichen Leistungsstörungstatbestands
Seit der Schuldrechtsmodernisierung gibt es nunmehr den „Ober“-Tatbestand der Pflichtverletzung (§ 280 BGB) als zentralen Begriff des neuen Leistungsstörungsrechts, der die bisherigen Leistungsstörungen Verzug und Unmöglichkeit, aber auch die mangelhafte Leistung und die Verletzung von Neben- und Schutzpflichten umfasst. Die Pflichtverletzung führt zur Schadensersatzpflicht, wenn nicht der Schuldner beweisen kann, dass er die Pflichtverletzung nicht zu vertreten hat. Nur für den Fall der anfänglichen Unmöglichkeit macht der Gesetzgeber mit § 311a Abs. 2 BGB eine Ausnahme. Der Gesetzgeber gliedert den Tatbestand der Pflichtverletzung aber in den §§ 281 ff. BGB wieder in Verzögerung der Leistung, qualifizierter Nebenpflichtverletzung und Unmöglichkeit auf.

#### Sonstige Änderungen
Der Gläubiger kann nun Schadensersatz statt der Leistung und den Rücktritt gemeinsam ausüben (§ 325 BGB).

#### Änderungen des Verjährungsrechts
Die Regelverjährung ist von 30 Jahren auf 3 Jahre herabgesetzt worden (§ 195 BGB n.F.). Ihr Beginn hängt davon ab, ob der Gläubiger von den anspruchsbegründeten Umständen Kenntnis hat oder infolge grober Fahrlässigkeit keine Kenntnis hat.

#### Änderungen des Werkvertragsrechts
Die Änderungen im Werkvertragsrecht fielen gering aus. Wesentlich ist nur die nun geänderte Einordnung des Werklieferungsvertrags. Gemäß § 651 BGB n.F. finden auf einen Vertrag, der die Lieferung herzustellender oder zu erzeugender beweglicher Sachen zum Inhalt hat, das Kaufrecht Anwendung. Bei der Herstellung oder Erzeugung von Sachen, die im Verkehr nicht nach Maß, Zahl und Gewicht bestimmt werden, werden einigen Regelungen des Werkvertrags entsprechend herangezogen.

#### Weitere Änderungen
Die Rechtsinstitute der Culpa in contrahendo und der Wegfall der Geschäftsgrundlage wurden in § 311 und § 313 BGB gesetzlich geregelt.
Durch die Neufassung des § 497 sind Schuldner gegenüber Kreditinstituten bei Darlehenskündigung wesentlich besser gestellt.
Die Betriebsrisikolehre wurde in § 615 Satz 3 BGB gesetzlich verankert.
Überleitungsvorschriften zum Inkrafttreten enthalten Art. 229 §§ 5 bis 7 EGBGB.

## Kritik am Schuldrechtsmodernisierungsgesetz
Die Schuldrechtsreform ist auf mitunter heftigen Widerstand gestoßen. Ihr wurden handwerkliche Mängel (u. a. sogenannte „Verweisungskarusselle“) und die Schaffung neuer Probleme und Streitstände vorgeworfen.
Die Einsicht, dass die Kritik in solcher Breite fehlgeht, hat sich aber mittlerweile durchgesetzt. Die feine Abstufung des Mangelbegriffs in § 434 BGB nach subjektiven und objektiven Elementen ermöglicht nahezu immer eine interessengerechte Abgrenzung. Auch ein Kauf „wie gesehen (oder besichtigt) und unter Ausschluss jeder Gewährleistung“ ist nach neuem Recht wegen der Regelung des Verbrauchsgüterkaufs in § 474 BGB oder des AGB-Rechts in §§ 305 ff. BGB nicht mehr ohne weiteres möglich, was aus Verbraucherschutzgesichtspunkten auch begrüßenswert ist.
Die Kritik war deshalb etwa sieben Jahre nach der Schuldrechtsreform größtenteils abgeklungen und findet kaum noch Beachtung.